# Elizabeth Strout
Œuvres principales
- Olive Kitteridge

Elizabeth Strout, née le 6 janvier 1956 à Portland dans le Maine, est une romancière américaine. Elle a reçu le prix Pulitzer 2009 pour Olive Kitteridge.

## Biographie
Après des études de droit au Syracuse University College of Law, elle publie son premier texte dans le magazine New Letters. Elle gagne ensuite New York et continue à publier dans différents magazines littéraires et met près de sept ans à écrire son premier roman Amy and Isabelle, publié en 1998 aux États-Unis, qui rencontre le succès et est présélectionné pour divers prix littéraires.
Elizabeth Strout a reçu en 2009 le prix Pulitzer pour Olive Kitteridge publié en 2008 : il s'agit d'un roman polyphonique dont l'action se déroule dans l'État du Maine sur une période de trente ans ayant pour personnage principal Olive Kitteridge, une femme a priori peu aimable mais ô combien attachante.
En Europe l'écrivaine a obtenu le Premio Bancarella en 2010, le Premio Mondello en 2012 et le prix Malaparte en 2016.

## Œuvres
- Amy and Isabelle (1998) (Amy et Isabelle, éd. Plon, 2000) sur la relation mère-fille dans une famille ordinaire d'une petite ville de Nouvelle Angleterre dans les années 1960[2].
- The Friend Who Got Away (2005), œuvre collective comportant une nouvelle de Elizabeth Strout.
- Abide with Me (2006) sur la dépression d'un pasteur après la mort de sa femme dans une petite ville de la campagne du Maine dans les années 1950[3].

### Série Olive Kitteridge
1. Olive Kitteridge (2008, prix Pulitzer 2009) (Olive Kitteridge, Ecriture, 2010) : roman polyphonique.
2. Olive, Again (2019) (Olive, enfin, éd. Fayard, 2021)

### Série Lucy Barton
1. My Name Is Lucy Barton (2016) (Je m'appelle Lucy Barton, éd. Fayard, 2017)
2. Anything Is Possible (2017) (Tout est possible, éd. Fayard, 2018)
3. Oh William!  (2021) (Oh, William !, éd. Fayard, 2023)
4. Lucy by the sea (2022) (Lucy face à la mer, éd. Fayard, 2024)

## Critiques
« À la fois drôle, cruelle et compatissante, Olive Kitteridge est un personnage follement original, une vraie force de la nature. Dès qu’elle sort de scène, on la réclame ! Si ce livre se dévore, c’est grâce à elle. »
San Francisco Chronicle
« Amoureux du romanesque, retenez ce nom : Olive Kitteridge… Un livre percutant. Inoubliable. »
USA Today
« Elizabeth Strout est très douée pour remonter le cours du temps, glisser d'une histoire à une autre. La romancière manifeste un talent évident pour évoquer les sentiments, les secrets et les états d'âme. »
Alexandre Fillon, Livres Hebdo
« Elizabeth Strout signe avec Olive Kitteridge un superbe roman [...], un bijou de psychologie et de délicatesse, comme si Virginia Woolf s’était penchée sur son épaule. »
André Clavel, L’Express
« Une entrée par la grande porte dans l’histoire de la littérature. Inoubliable ! »
Florence Balmas, Le Dauphiné Libéré
« Olive entre en scène et on ne lâche plus ce roman à la musique si particulière. »
Corinne Abjean, Le Télégramme
« On ressort de ce roman – qui n’est autre qu’une ode à la vie – revigoré. »
Centre Presse